# John Mills
John Mills (North Elmham, 22 februari 1908 – Denham (Buckinghamshire), 23 april 2005) was een Brits acteur.

## Levensloop en carrière
Mills werd geboren in 1908 in het Verenigd Koninkrijk. Hij maakte zijn debuut in 1932 in een film met Nigel Bruce. In 1939 speelde hij in de Oscarwinnende film Goodby, Mr. Chips naast Robert Donat en Greer Garson. In 1942 verscheen hij in de oorlogsfilm In Which We Serve. Ook in de jaren '50 had hij grote rollen, zoals een hoofdrol naast Charles Laughton in Hobson's Choice (1954) en rollen in War and Peace (1956) en Tiger Bay (1959). In de jaren '60 verscheen hij vooral in Britse films zoals The Chalk Garden. In 1982 had hij opnieuw een rol in een Oscarwinnende film, Gandhi.
Mills overleed in 2005 op 97-jarige leeftijd. Hij speelde meer dan zeven decennia in films. Zijn eerste huwelijk was met actrice Aileen Raymond tussen 1927 en 1941. Raymond zou slechts vijf dagen na Mills overlijden. Daarna was hij 64 jaar getrouwd met actrice Mary Hayley Bell, die acht maanden later overleed. Ze hadden 3 kinderen, waaronder de actrices Juliet en Hayley Mills.

## Beknopte filmografie
- Goodbye, Mr. Chips (1939)
- In Which We Serve (1942)
- This Happy Breed (1944)
- Great Expectations (1946)
- Scott of the Antarctic (1948)
- Hobson's Choice (1954)
- The Colditz Story (1955)
- The End of the Affair (1955)
- War and Peace (1956)
- Around the World in Eighty Days (1956)
- Tiger Bay (1959)
- The Chalk Garden (1964)
- King Rat (1965)
- Oh! What a Lovely War (1968)
- Ryan's Daughter (1970)
- Young Winston (1972)
- Oklahoma Crude (1973)
- The Thirty Nine Steps (1978)
- Gandhi (1982)
- Who's That Girl (1987)
- Bean: The Ultimate Disaster Movie (1997)

## Overig
In 1976 werd John Mills geridderd (het is "Sir John Mills"), en in het Verenigd Koninkrijk blijft hij populair, vooral vanwege oorlogsfilms (zoals In Which We Serve, We Dive at Dawn, Dunkirk, Ice Cold in Alex en I Was Monty's Double). De BBC zendt regelmatig een film met hem uit, met name In Which We Serve en Dunkirk waarin hij "de gewone man" portretteert.